# ラコタ

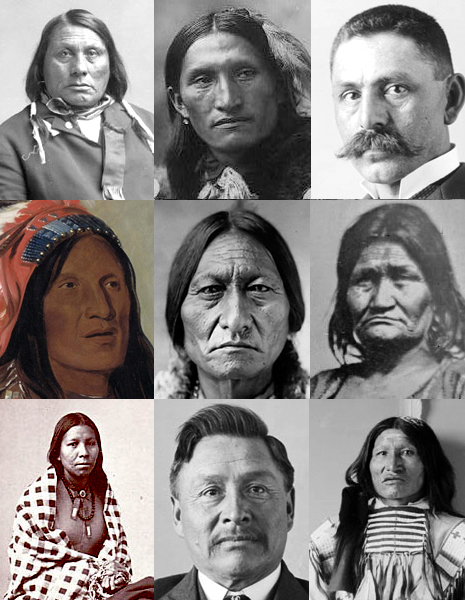
ラコタ族

ラコタ (Lakota) とは、アメリカインディアン部族の1つで、スー族とも呼ばれる。ラコタは彼らの言葉で「友人、同盟者」をあらわす言葉。

## 文化

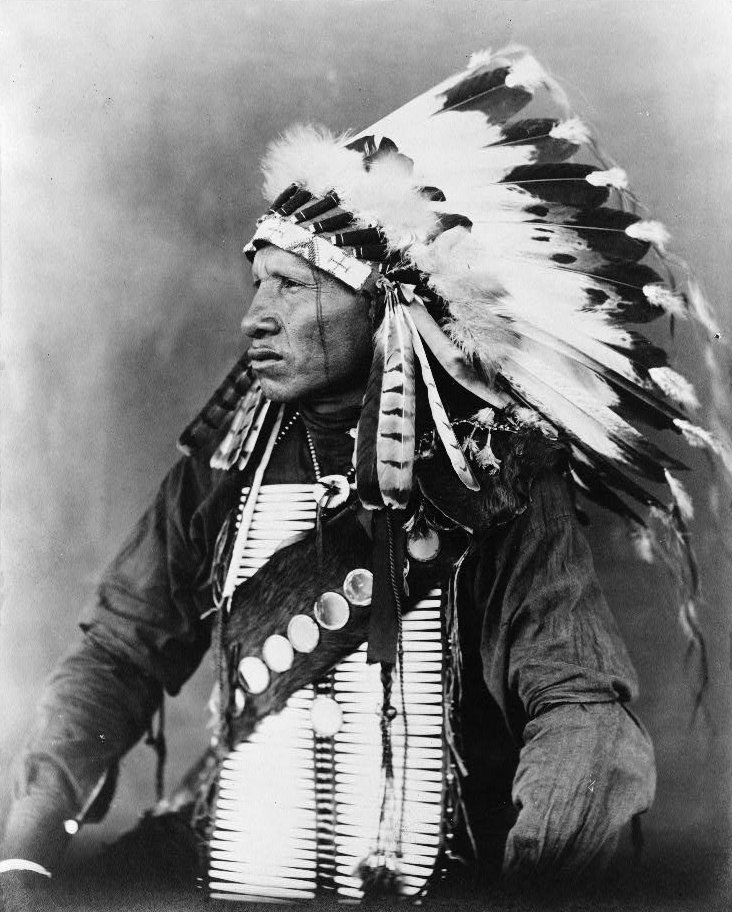
「ワパハ（羽根冠）を被った戦士ジトカラ・サ（赤い鳥）」（1908年）

西部の大平原に居住し、「テトン」とも言われる。1770年代にアメリカ大陸の中央北部の大平原に進出し、現在はサウスダコタ州に保留地(Reservation)を領有している。
「ラコタ」という名称は、彼らの言葉で自身を指し、「友人、同盟者」をあらわす言葉である。初期の入植フランス人の言葉では「テトン(Teton)」の区分はなく、かわりに「サンテ」や「ヤンクトン」といった「ナコタ族」と合わせて「西のスー族」と呼ばれていた。
「テトン」と「ティントワン」という名前は、ラコタ語で「平原を渡り歩く者」という意味である。この単語は、ナコタ族がラコタ族を指す場合に使用された。

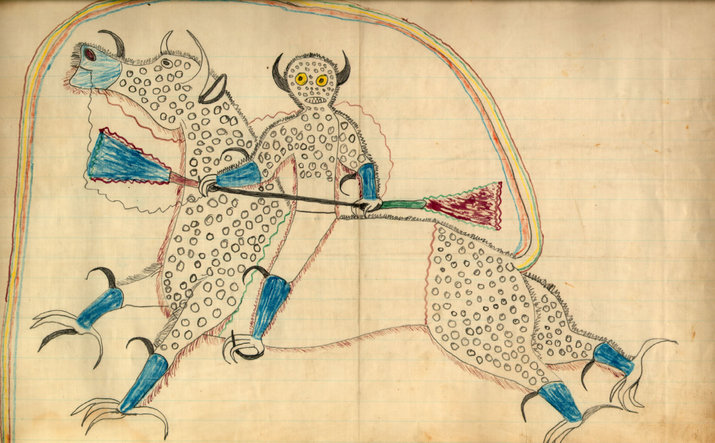
イタジプチョ族の戦士ブラックホークが描いた「大精霊ワカンタンカ」

彼らの伝統的な住居はティピという移動式天幕で、「ワパハ（羽根冠）」(en)を被り、馬に乗って大平原を駆け回るという、一般的なインディアンのイメージのほとんどは彼らのものである。
彼らは文字を持たなかったが、「指言葉」によって何不自由なく他部族と会話し、また絵文字を渦巻状にバッファローの皮に記す「冬数え」(en)という年代記が伝わっている。
スー族の崇める大精霊は「ワカン・タンカ（ワカン＝神秘、タンカ＝大いなる）」といい、天上に住まう大自然の主である。多神教であり、ワカンタンカのほかに数々の精霊が崇められている。「白いバッファロー」は、大精霊の使いと考えられている。

## ラコタ共和国
2007年12月、ラコタ諸部族は“アメリカ合衆国政府は独立地域であることを保障する条約を締結以来150年にわたって遵守していない、もはや限界である”として条約の破棄とラコタ共和国としてアメリカからの独立を宣言。独立国であることの承認を求める書簡をボリビア、ベネズエラ、チリ、南アフリカ共和国などに送付するとともに国務省にも宣言書を提出した。オグララ族は1973年の「ウーンデッドー・ニー占拠抗議」の際にも独立宣言を行っている。2009年現在、正式な条約破棄は行っていない。
ラコタ共和国の青写真自体は、アメリカ連邦政府が1868年に「第二次ララミー砦条約」で、サウスダコタのほぼ全域を覆う「偉大なるスーの国（グレート･スーネイション）」として、スー族に対し、連邦条約で保障したものである。つまり、ラコタ族は合衆国が一方的に無いものとしたこの条約の条項を、「実行します」と宣言しているのである。

## ラコタの支族
ダコタ(Dakota)、ナコタ(Nakota)、ラコタ(Lakota)の3部族は、19世紀にアメリカ連邦政府との条約条項に記載された「スー(Sioux)」を公式名称としている。彼ら自身もスーと呼ぶが、一部には公式に、あるいは非公式に、伝統的な名前を採用している部族もある。例えばオグララ(Oglala)は、英語名のオグララ・スー部族(Oglala Sioux Tribe)よりも、むしろオグララ・ラコタ・オヤーテ(Oglála Lakȟóta Oyáte)の名前をしばしば使用している。

オグララ族の国旗

ラコタはさらに大きく7つの支族に分けられる。
- オグララ

パインリッジ保留地に住む。「自ら分散する」という意味。
≪オグララ7つのバンド≫
パヤブヤ - 「前へ進む理由」という意味。クレイジー・ホースの出身部族。
タピスレカ - 「スピリット川」という意味。イエロー・ベアー、ホワイト・バードの出身部族。
キヤクサ - 「断ち切る」という意味。
ワジャジェ - 「蛇の人たち」という意味。
イテシカ - 「悪い顔」という意味。 レッド・クラウドの出身部族。
オユウペ - 「投げ落とす」という意味。
ワグルヘ - 「のらくら者」という意味。
- ハンクパパ

スタンディングロック保留地に住む。「円形にティピーを張る」という意味。シッティング・ブルの出身部族。
- ミニコンジュ

シャイアン川保留地に住む。「水際にコーンを植える者たち」という意味。ビッグ･フットの出身部族。（→ウーンデッド･ニーの虐殺）
- シハサパ（ブラックフット） - 「黒い足」という意味。

※英語にすると同じになるが、カナダ・モンタナに住む「ブラックフット族（シクシカ族）」とは無関係。
- オーヘヌンパ（ツーケトル） - 「2つの薬缶」という意味。

- シチャング（ブルーレ）(en:Brulé) - 「焼けた脛（すね）」という意味。

サウスダコタ州南西部のローズバッド保留地(en:Rosebud Indian Reservation)に大半が住んでいる。シカング・オヤーテ(Sicangu Oyate)とも呼ばれる。レオナルド・クロウドッグの出身部族。
- イタジプチョ（サン・アーク） - 「矢を持たない者たち」という意味。

## その他の呼称
ラコタ族には、以下の数限りない呼び名が記録されている。
Ti tanka, Tintonyanyan, Titon, Tintonha, Thintohas, Tinthenha, Tinton, Thuntotas, Tintones, Tintoner, Tintinhos, Ten-ton-ha, Thinthonha, Tinthonha, Tentouha, Tintonwans, Tindaw, Tinthow, Atintons, Anthontans, Atentons, Atintans, Atrutons, Titoba, Tetongues, Teton Sioux, Teeton, Ti toan, Teetwawn, Teetwans, Ti-t’-wawn, Ti-twans, Tit’wan, Tetans, Tieton, Teetonwan ほか

## 有名人
- タタンカ・イヨタケ（シッティング・ブル） ハンクパパ
- タタンカ・プシチャ（シッティング・ブルの父） ハンクパパ
- タ・シュンカ・ウィトコ（クレイジー・ホース） オグララ
- マアピヤ・ルタ（レッド・クラウド）
- ビリー・ミルズ オグララ
- ラッセル・ミーンズ オグララ
- レオナルド・クロウドッグ シチャング